# Johann Friedrich Hobbahn
Johann Friedrich Hobbahn (* 30. September 1693 in Söhnstetten; † 27. März 1767 in Kitzingen) war von 1733 bis 1737 Dekan in Bietigheim. Aufgrund seiner Nähe zu Herzog Karl Alexander und Süß Oppenheimer verlor er 1737 seine kirchlichen Ämter, aufgrund weiterer Kontakte zu Karl Alexanders Witwe Marie Auguste wurde er 1739 aus Württemberg verwiesen.

## Leben
Er war der Sohn des Söhnstettener Pfarrers Johann Wilhelm Hobbahn. Nach Theologiestudium und Magisterabschluss 1713 war er Repetent im Stift Tübingen, bevor er 1718 Hofmeister bei dem Augsburger Bürger von Rauner wurde. 1724 war er Diakon in Marbach am Neckar. 1725 heiratete er die Maulbronner Oberamtmannstochter Friederika Dorothea Hieffer. Da er als hochbegabt galt, wurde ihm 1725 vom Preußischen Oberkonsistorium eine Professur in Frankfurt an der Oder angeboten, die er jedoch auf Geheiß Herzog Eberhard Ludwigs nicht antreten durfte, da dieser ihn bereits für eine Professur in Tübingen vorgemerkt hatte. 1728 folgte er dem Vater als Dekan von Knittlingen im Amt, 1733 wurde er Dekan in Bietigheim.
Aufgrund von seiner Nähe zum Ludwigsburger Hof um Herzog Karl Alexander, der ihn zehn Tage vor seinem Tod noch zum Dekan von Schorndorf beförderte, und dem Juden Süß Oppenheimer, dem er Geld für den Titel oder das Amt eines Prälaten ausgelobt hatte, kam er nach dem Tod des Herzogs 1737 in die Kritik. Bereits neun Tage nach dem Tod Karl Alexanders verhandelte das Konsistorium gegen Hobbahn, dem man „allzu familiären Umgang mit Ungläubigen und Falschen“, außerdem „handelssüchtiges und unruhiges Wesen, auch die in actis ziemlich erwiesene Liebe zum Trunk, zum Spiel und lustigen Kumpanieen“ vorwarf und ihn schließlich aus dem kirchlichen Dienst entließ.
1738 wurde er nach einer Zeit des Wohlverhaltens teilweise rehabilitiert und mit dem Titel eines Professors an der fürstlichen Bibliothek in Stuttgart als Bibliothekar eingestellt. Dort legte er in seiner Schrift Pro Memoria zwei Möglichkeiten für Herzogin Marie Auguste, Witwe Karl Alexanders, dar, wie diese die ihr von Karl Alexanders Nachfolger, dem Regenten Carl Rudolf, verweigerte Mitregentenschaft erlangen könne. Nachdem sein Pro Memoria 1739 aufgefunden worden war, wurde Hobbahn des Landes verwiesen.
Daraufhin übertrug ihm Fürstbischof Friedrich Karl von Schönborn-Buchheim ein Amt in der Pfarrei in Kitzingen, zu deren Pfarrer er nach dem Tode des Amtsvorgängers wurde. Auch in Kitzingen geriet Hobbahn in die Kritik, weil er aus einer Kollekte zum Kirchenneubau den vierten anstelle des üblichen zehnten Teiles für sich privat beanspruchte. Seine letzten sieben Lebensjahre war er kränklich.